# Nowa Wieś (gmina Brańszczyk)
Nowa Wieś – wieś w Polsce położona w województwie mazowieckim, w powiecie wyszkowskim, w gminie Brańszczyk. Ma status sołectwa.

## Historia
| SIMC    | Nazwa     | Rodzaj      |
| ------- | --------- | ----------- |
| 0506685 | Jegiel    | kolonia     |
| 0506691 | Nowa Wieś | osada leśna |
| 0506700 | Rybakówka | osada       |

W XIX wieku ze wsi Białebłoto podczas urządzenia kolonialnego dóbr Brok wyodrębniły się części, które dały początek osobnym wsiom: Białebłoto-Stara Wieś, Białebłoto-Kobyla, Białebłoto-Kurza i Nowa Wieś. Około 1886 w Nowej Wsi istniały 102 domy, w których mieszkało 408 osób płacących czynsz. Osiedlono tu zagrodników głównie z Budykierza i Białegobłota. Miejscowość zajmowała przestrzeń 326 morgów. Powstała tu karczma, szkoła i smolarnia.
W okresie międzywojennym wieś leżała w województwie białostockim, w powiecie ostrowskim, w gminie Brańszczyk. Według Powszechnego Spisu Ludności z 1921 roku Nową Wieś zamieszkiwały 422 osoby, 398 było wyznania rzymskokatolickiego, a 24 mojżeszowego. Z  420 mieszkańców zadeklarowało polską przynależność narodową, a 2 żydowską. Było tu 87 budynków mieszkalnych. Miejscowość należała do parafii rzymskokatolickiej w Brańszczyku. Podlegała pod Sąd Grodzki w Ostrowie i Okręgowy w Łomży; właściwy urząd pocztowy mieścił się w Brańszczyku.
W wyniku agresji III Rzeszy na Polskę we wrześniu 1939 wieś znalazła się pod okupacją niemiecką i do wyzwolenia weszła w skład dystryktu warszawskiego Generalnego Gubernatorstwa.
W latach 1975–1998 miejscowość należała administracyjnie do województwa ostrołęckiego. Około 1987 we wsi mieszkało 357 osób.
Na dzień 31 grudnia 2013 roku sołectwo liczyło 377 mieszkańców zameldowanych na pobyt stały.
Wierni kościoła rzymskokatolickiego należą do parafii Najświętszej Maryi Panny Wspomożycielki Wiernych w Białymbłocie-Kobylej.